# Esporte Clube Tupy
O Esporte Club Tupy é um clube brasileiro de futebol, sediado no município  de Vila Velha, no estado do Espírito Santo. O clube tradicionalmente tem o principal foco nas categorias de base e é tido como a equipe mais tradicional de Vila Velha.

## História

### Fundação e profissionalização
O clube foi fundado no dia 16 de outubro de 1938 e foi o primeiro clube de futebol de Vila Velha. Na maior parte de sua história o clube disputou torneios amadores da cidade. Tornou-se profissional no dia 28 de junho de 1988 e no ano seguinte disputou o seu primeiro campeonato, a Segunda Divisão do Campeonato Capixaba de 1989.

### Primeiro título profissional
Em 2001, o Tupy conquistou seu primeiro título profissional, o Campeonato Capixaba da Segunda Divisão.
Na Copa Espírito Santo de 2003, o clube contou com o folclórico atacante Túlio Maravilha, ídolo do Botafogo, marcando cinco gols na competição.

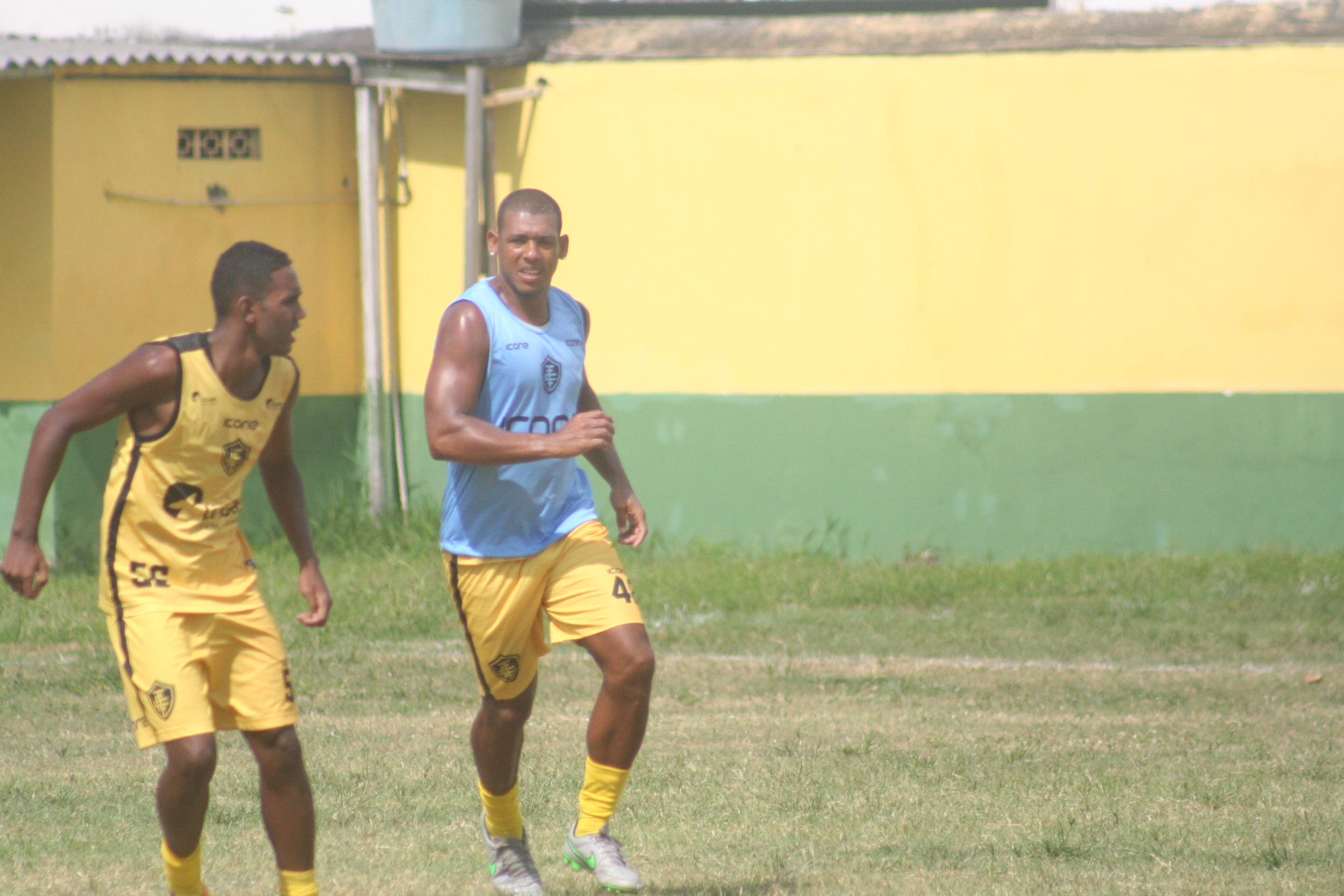
Lambiru no treinamento do Tupy em 1 de fevereiro de 2017.

### Retorno à Série A
No Campeonato Capixaba da Série B de 2016 termina a primeira fase na quarta colocação e classifica-se para jogar as semifinais contra o Rio Branco VN.
Na semifinal elimina o Rio Branco de Venda Nova, garante vaga na final e retorna à Primeira Divisão após 12 anos.
Na final o Tupy é derrotado pelo Vitória-ES na disputa por pênaltis por 3 a 1 após o empate sem gols no tempo normal no Estádio Salvador Costa.

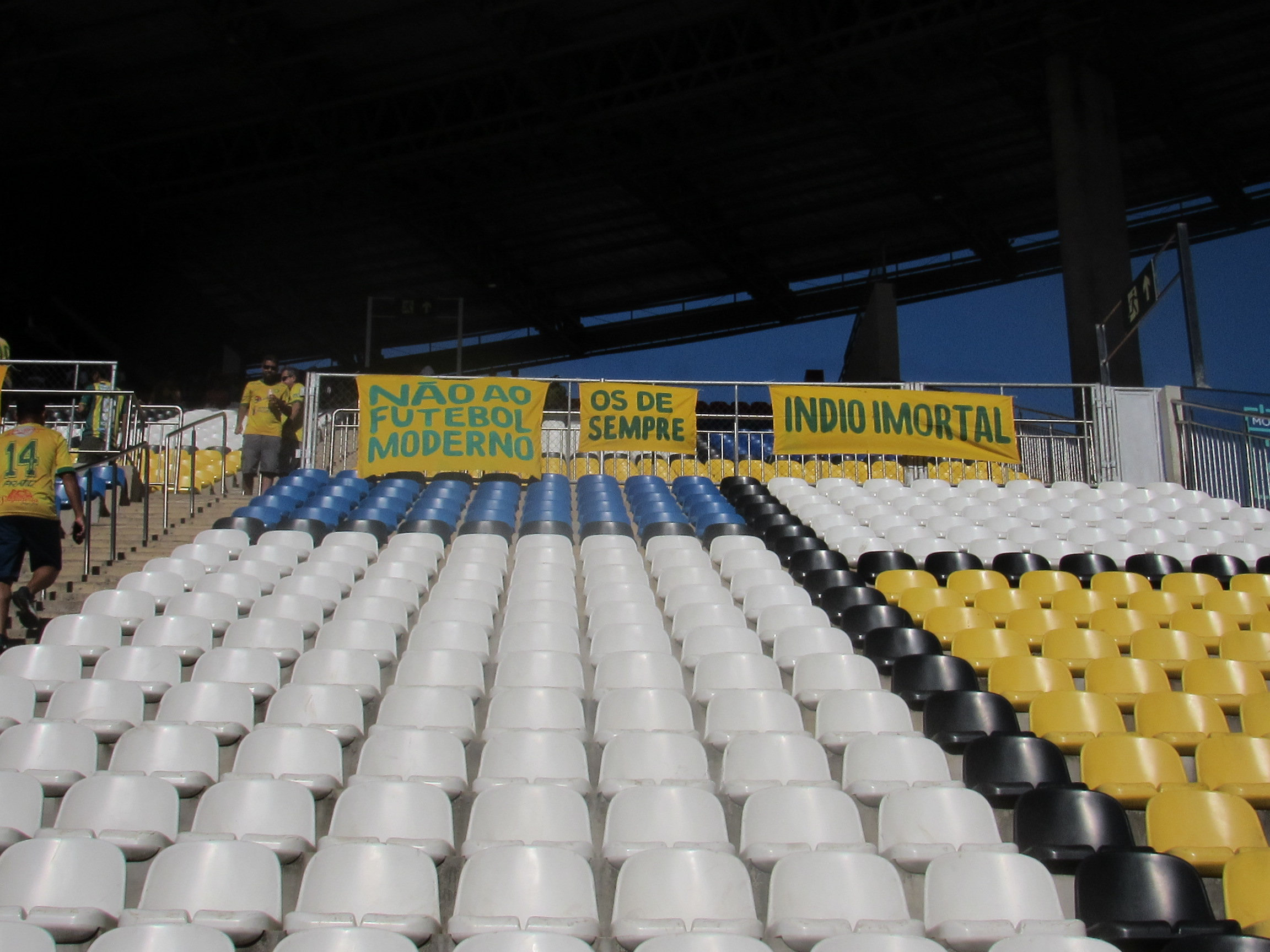
Faixas da torcida do Tupy no Estádio Kleber Andrade.

No retorno à Série A do Capixabão em 2017, o Tupy com a presença do zagueiro Luiz Alberto, ex-Flamengo, empata em 1 a 1 com o Rio Branco-ES no Estádio Kleber Andrade.
O Tupy estreia o uniforme todo verde em homenagem à Chapecoense com o escudo do time catarinense e a hashtag "#forçachape" nas costas da camisa.
Na primeira fase, o Tupy classifica-se às semifinais do Capixabão pela primeira vez na história.
Na semifinais o Tupy é eliminado pelo Atlético Itapemirim com uma derrota no Estádio Kleber Andrade no jogo de ida e um empate em Itapemirim no jogo de volta.

### Rebaixamento
No Campeonato Capixaba de 2019, o Tupy termina na penúltima colocação e é rebaixado à Série B.
Na Copa Espírito Santo de 2019, o Tupy termina a primeira fase da competição na sétima colocação, classificando à próxima fase. Nas quartas de final, o Tupy é eliminado pelo Vitória-ES.
Em 2020, o Tupy desiste da participação da Série B.

## Estádio
O Estádio Gil Bernardes da Silveira, também conhecido como Toca do Índio, é a casa do Tupy. Localizado na sede do clube em Itapuã, Vila Velha, o estádio tem capacidade para 1.000 pessoas.

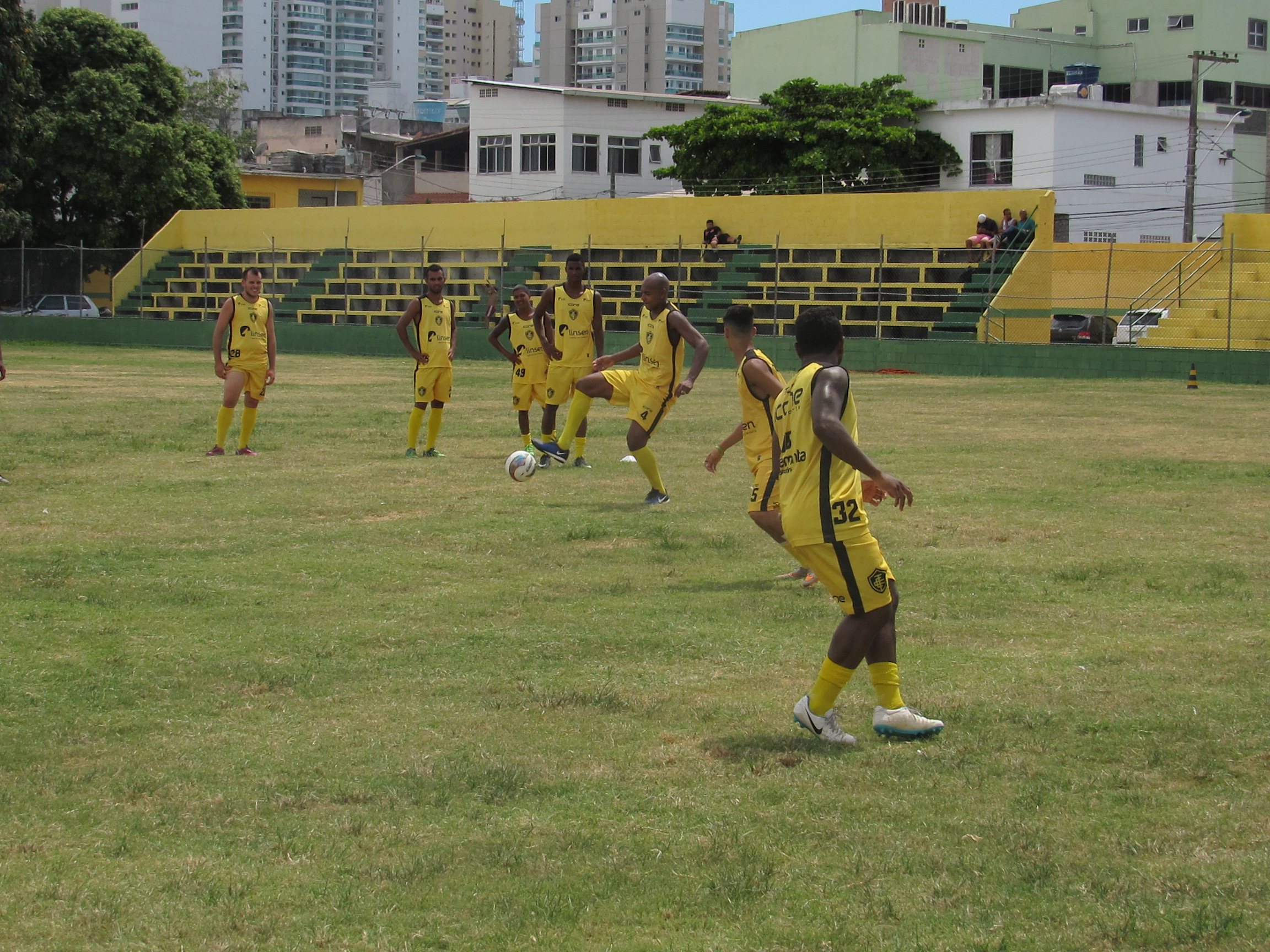
Treinamento na Toca do Índio, com arquibancadas ao fundo.

## Títulos
| Estaduais  | Estaduais                     | Estaduais | Estaduais   |
|            | Competição                    | Títulos   | Temporadas  |
| ---------- | ----------------------------- | --------- | ----------- |
|            | Campeonato Capixaba - Série B | 1         | 2001        |
|            | Copa Metropolitana            | 1         | 2009        |
| Municipais |                               |           |             |
|            | Competição                    | Títulos   | Temporadas  |
|            | Liga Vilavelhense             | 2         | 1966 e 1985 |
|            | Taça Vila Velha de Master     | 1         | 1985        |

### Categorias de Base
- Copa Amizade Nacional de Futebol Infantil: 2002.

### Campanhas de destaque
- Vice-campeão Capixaba - Série B: 2016

## Estatísticas

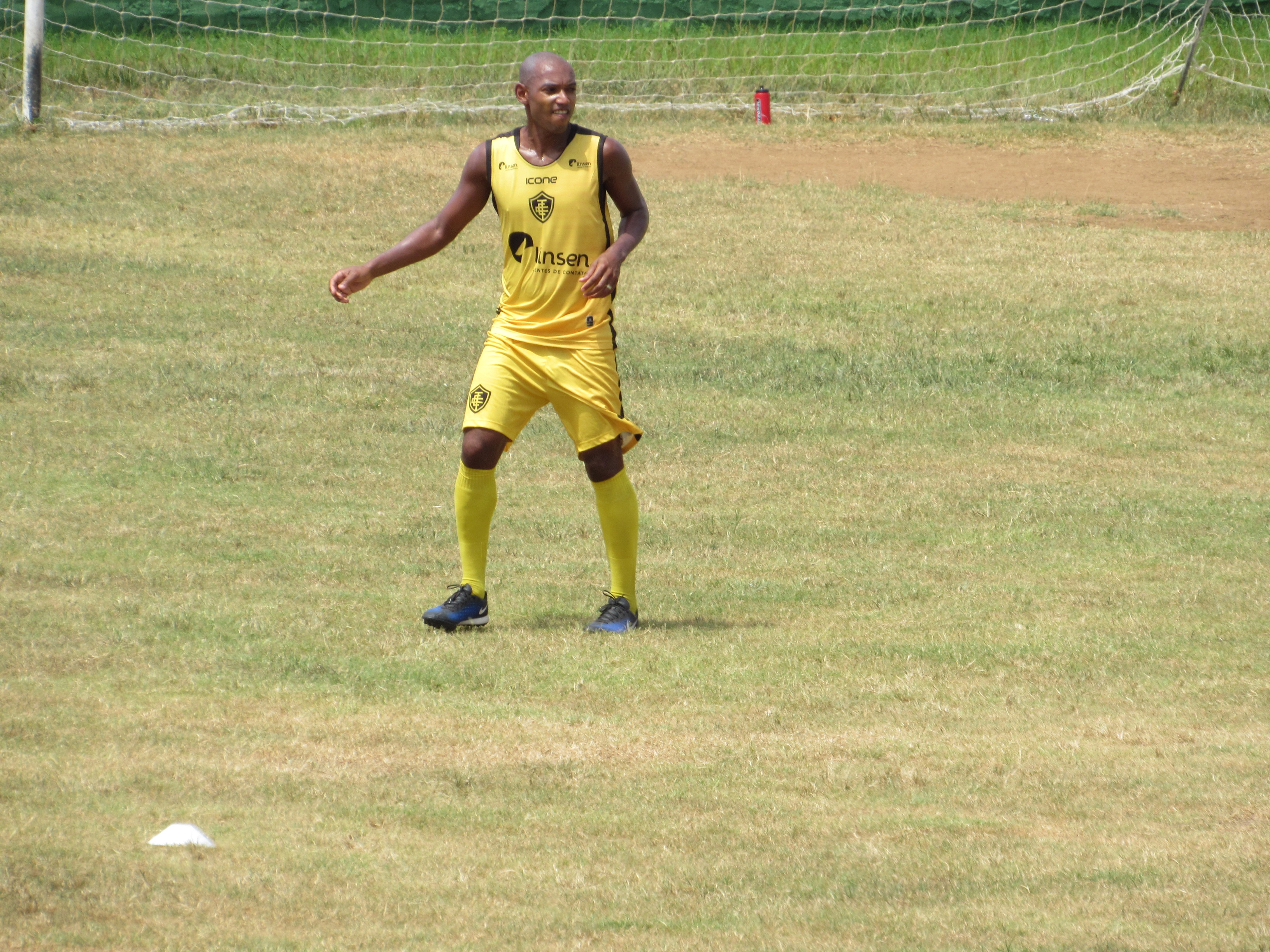
Luiz Alberto no treinamento do EC Tupy em 1 de fevereiro de 2017.

### Participações
|  | Participações em 2024 |

| Competição              | Competição          | Temporadas | Melhor campanha    | Anos                                                                    | P | R |
| Espírito Santo (estado) | Campeonato Capixaba | 6          | 4º colocado (2017) | 2002-2004, 2017-2019                                                    |   | 2 |
| Espírito Santo (estado) | Série B             | 20         | Campeão (2001)     | 1989, 1993-1995, 1997, 1999-2001, 2006-2008, 2010, 2012-2016, 2022-2024 | 2 |   |

## Símbolos

### Escudo

Antigo escudo do clube.
Escudo atual.

### Uniformes

#### Temporada 2019
Copa Espírito Santo
| Uniforme nº 1 | Uniforme nº 2 |

Campeonato Capixaba
| Uniforme nº 1 | Uniforme nº 2 |

#### Temporada 2018
| Uniforme nº 1 | Uniforme nº 2 |

#### Temporada 2017/2018: Homenagem à Chapecoense
Em homenagem à Chapecoense, devido ao acidente aéreo ocorrido com a delegação do clube na Colômbia em 28 de novembro de 2016, Tupy adota o verde na uniforme número um na temporada 2017. A camisa, calção e meiões são semelhantes aos que a Chapecoense utilizou na partida de volta da semifinal da Copa Sul-Americana de 2016, quando empatou com o San Lorenzo e garantiu a vaga na final da competição. O uniforme número dois foi o tradicional amarelo.
| Uniforme nº 1 | Uniforme nº 2 |

#### Temporada 2016
| Uniforme nº 1 | Uniforme nº 2 | Uniforme nº 3 |

#### Temporada 2015
| Uniforme nº 1 | Uniforme nº 2 | Uniforme nº 3 |